# Ryda kyrka
Ryda kyrka är en kyrkobyggnad som sedan 2018 tillhör Varabygdens församling (tidigare Ryda församling) i Skara stift. Den ligger strax nordväst om centralorten i Vara kommun.

## Kyrkobyggnad
Kyrkan uppfördes 1799 på platsen för en medeltida föregångare. Arkitekt till den gustavianska kyrkan var Carl Fredrik Fredenheim vid Överintendentsämbetet. Byggnaden av sten har torn och ett halrundat kor. Året innan byggnaden uppfördes, så gick det ut annonser i tidningarna om de som eventuellt ägde gravar i den gamla kyrkan eller på kyrkogården, skulle göra sig meddelade, annars enligt ett kunglig brev 12 september 1783, hemföll gravarna till kyrkan och dessa skulle igenfyllas. Undertecknat Pastore Loci. Johan Edberg

## Inventarier
- Från den medeltida kyrkan härstammar bland annat predikstolen och dopfunten från 1200-talet.
- Altarprydnaden i form av ett förgyllt kors med skyar och änglar snidades av Nicolaus Hultman.
- Altarringen och korvalvets målning är utförda av Johan Lundgren.
- Korfönstret med färgststark målning är tillverkat i Bähmen och skänktes 1872 till kyrkan.
- Fönstersmygarna har en jugenddekor som utfördes 1915 av Filip Månsson.

### Orgel
Den ljudande fasaden, ritad 1883 av Johan Anders Johansson, har bibehållits. Det mekaniska verket är byggt 1962 av Nordfors & Co och har sexton stämmor fördelade på två maualer och pedal. Ryggpositivet från 1962 är ritat av Adolf Niklasson.